# Anime
Anime (japonsko アニメ, IPA: [aɲime] ()) je ročno narisana animacija ali računalniška animacija, ki izhaja iz Japonske. V japonščini anime, izraz, ki izhaja iz angleške besede animacija, opisuje vsa animirana dela, ne glede na slog ali izvor. Zunaj Japonske se anime nanaša posebej na japonsko animacijo, ali na njen skupni slog, ki ga je sprejela tudi manjša skupina del proizvedenih v drugih državah.
Večina animejev ima določene vizualne in vsebinske podobnosti, še vedno pa ostaja mnogo odstopanj - v grobem so za animeje značilne temne obrobe oseb in predmetov v ospredju, nesorazmerno velike oči ter izogibanje kontrastnemu ločevanju likov na absolutno dobre in slabe. Med na zahodu najbolj znanimi animejskimi žanri so znanstvena fantastika, šport in akcija. Animeji se pojavljajo na televiziji, v kinu ali neposredno na videokasetah, danes večinoma na DVD-jih, Blue Ray-ih in podobnih medijih. Najpogostejša predloga animejskim scenarijem so japonski stripi – mange. V Sloveniji anime velja za subkulturo. Nekaj slavnejših se je že vrtelo v slovenskih kinodvoranah, nekaj otroških serij pa lahko tudi v slovenski sinhronizaciji vidimo na televiziji.

## Zgodovina
Pionir Osamu Tezuka je oblikoval tako moderno mango, kot tudi moderni anime. Leta 1963 je v studiu, ki ga je ustanovil Tezuka, nastala prva, četudi črno-bela, animejska serija, ki je postala nacionalni hit in ki ostaja na zaslonih še danes. Tecuvan Atomu, ali Astro Boy, kot je znan danes, je sprožil zanimanje za animacijo na japonskem, začel pa je tudi marsikatero tehniko, ki jih v animejih uporabljajo še danes. Vzpodbudil je tudi robotski (meča) žanr, ki je pri animejih še danes med najbolj značilnimi.
Tezuko močno zaznamuje eksperimentiranje s tehnikami, ki jih je videl pri Disneyju in šele v sedemdesetih lahko rečemo, da se je japonska animacija pričela oblikovati kot samostojna zvrst, kar je botrovalo tudi pravemu razmahu meča-animejev. Nastali sta na primer animirani seriji Lupin III in Mazinger Z (pri nas znana kot Mazinga Zeta), v animacijske vrste pa so stopili danes slavni talenti, kot so Isao Takahata, Hajao Mijazaki in Mamoru Ošii.
1980-ta so animejem prinesla sloves, status in veljavo, ki jo imajo na japonskem še vedno. Leta 1988 je bil končan Akira, anime, ki je stal več kot katerikoli poprej in do danes ostaja eden najboljših in najbolj znanih animejev po vsem svetu.
Po tem, ko so se v 1980-ih animeji konsolidirali na domačem tržišču, je ravno Akira skupaj z uspešno franšizo Gundam dosegel, da so nanje postali pozorni tudi na zahodu, predvsem v Ameriki. Leta 1995 končani Ghost in the Shell (Duh v školjki) se je Akiri pridružil pri uspešni promociji animejev po svetu. Medtem ko sta ta dva prepričevala zahtevnejšo publiko, so večino gledalstva prepričale serije kakršne so Cowboy Bebop, Neon Genesis Evangelion in Sailor Moon.
Pozornost zahodnih kritikov je pritegnil Mijazakijev celovečerec Princesa Mononoke (Mononoke hime), splošno priznanje pa je 2001 v obliki zlatega medveda in oskarja za najboljši animirani film osvojil film Čudežno potovanje.

### Anime v Sloveniji
Slovenci animeje že nekaj časa gledamo na otroškem programu, čeprav gre pri najstarejših v glavnem za tiste, ki so jih japonski studiji risali za evropske televizijske postaje. Med temi so Čebelica Maja, Barbapapa in Kalimero.
Prvi tipični anime, predvajan v Sloveniji, je bila Princesa Mononoke, ki je bila leta 2000 predvajana v okviru ljubljanskega filmskega festivala Liffe. Za slovensko distribucijo jo je odkupila Creativa, ki pa jo je v redni kino spored uvrstila šele 2002, ko je že povsem pogorela. Isto leto (2002) je v kinodvorane prišlo Čudežno potovanje v distribuciji A. G. Marketa in s pomočjo obširnega oglaševanja uspelo. Na Liffu leta 2003 se je zavrtel tudi Interstella 5555, enourni muzikal skupine Daft Punk, ki ga je režiral Leiji Macumoto. Leta 2005 je na Liffe in v splošno kino distribucijo prišel tudi Čarovnik Howl in gibljivi grad (Hovl no ugoku širo).
Medtem se je na televiziji tudi zvrstilo nekaj serij: Kimba – Beli levček, Pokemoni, Mali mečevalci, Rudijevo moštvo, Superpunce, Hikarian, Zenki, Dragonball, Yu-Gi-Oh, Bayblade in celo film Duh v školjki.
Večina serij, predvajanih na televiziji, je izšla tudi na videokasetah, nekatere celo na DVD-jih. Poleg tega je na DVD-ju izšlo tudi Čudežno potovanje. 2004 in 2005 je Blitz izdal DVD-ja animejskih celovečercev Tokijski botri in Izumitelj.
V Sloveniji je bilo ustanovljenih tudi nekaj društev, ki promovirajo anime kulturo. Najbolj aktivno društvo je Društvo ANIMOV, ki deluje na Obali in vsako leto organizira mednarodno konvencijo UmiKo (do predlani se je imenovala ANIME'Izola). Zelo aktivno društvo je tudi v Mariboru z imenom Animoku, ki organizira konvencijo MokuMatsuri. Obstajata tudi skupini v Celju (Samurai of Celje) in v Postojno (Tama), ki pa sta veliko manj aktivni. V Ljubljani deluje društvo Makkon. 
Slovensko društvo ANIMOV izdaja tudi prvo slovensko revijo s prevedenimi mangami z imenom MAGnet Manga. Mange so iz japonščine prevedene v slovenščino, revija pa objavlja tudi članke na temo anime kulture v Sloveniji in intervjuje s slovenskimi ilustratorji in cosplayerji.

## Značilnosti

### Zvrsti
Kar se je začelo z izobraževalno znanstveno fantastiko se je z leti razvilo v paleto žanrov, kakršno na zahodu pozna zahodna igrana produkcija. Od romantike za deklice, robotov za dečke, do zgodbah o odvisnosti, zgodovini, mestnem življenju, življenju v pisarnah, vzgoji otrok, kuhanju, vrtnarstvu, mitologiji in veri ... Pri tem gre struktura družbenih okvirjev v animejih, ne glede na njihov notranji časovni okvir, v precejšnji meri z roko v roki s siceršnjim gibanjem japonske družbene strukture. Po tem, ko so mange in animeji odkrili žensko emancipacijo v 1980-ih, so bila prav ta dela za zgled mnogim dekletom, ki so rasla ob njih.
Za mnogo znanstveno-fantastičnih animejev, pa tudi samo fantastičnih, je značilna apokaliptična tematika končnega uničenja in izničenja. Strokovnjaki s področja animejev se strinjajo, da je ta nedvomno posledica dejstva, da je japonska družba sama po sebi postapokaliptična, saj je edina, ki je doživela uničujočo moč atomske bombe, kar se je za večno zapisalo v nacionalni spomin. Vodilni motiv mnogih animejev je uničenje sveta, kjer se dogajajo, neredko gre pri tem za Tokio. Eden najslavnejših animejev, Akira, se začne in konča v uničenem Tokiu, enako serija Šin seiki evangelion (Neon Genesis Evangelion), še celo otroški animeji o deklicah s čarobnimi močmi in erotični animeji se pogosto ukvarjajo s preprečevanjem uničenja sveta.
Posebno pozornost zaslužijo tudi robotski animeji, ki imajo izvor v samem Astro Boyju, toda prvi pravi te vrste, je bil Tecujin 28-go leta 1963, v katerem nastopa prvi robot, ki ni zgolj orodje, pač pa je imel tudi lastno zavest.
Med otroškimi animeji je mnogo takih, ki so narejeni po knjižni predlogi, kot na primer Heidi ali Pes iz Flandrije, dva iz serije World Masterpiece Theater, ki temeljita na evropskih otroških knjigah, pa tudi Čebelica Maja, ki izvira iz Švice. Ti otroški izdelki so bili pogosto narejeni po naročilu evropskih televizijskih hiš in so bili zato takoj izvoženi k nam, kjer so skoraj ponarodeli. Ti so tudi eni redkih, ki praktično ne kažejo kulturnega duha svojega porekla, sicer pa bi lahko rekli, da animeji s svojo japonskostjo prav tako vplivajo na zahodna občinstva, kot na japonska občinstva vplivajo s svojo nejaponskostjo.

### Izobraževalna funkcija
Raziskave med študenti japonščine v ZDA in Evropi so pokazale, da so študentje najpogosteje med razlogi za učenje japonščine navedli zanimanje za japonsko kulturo in med ljubitelji animejev je dosti takih, ki se prej ali slej odločijo za učenje japonščine. Pri tem pa animeji vzpodbujajo tudi spoznavanje japonske kulture. V njih so pogosto prikazani japonski običaji – vse od tradicionalne stanovanjske ureditve, kimonov, do pisarniškega življenja in šole. Animeji iz studia Ghibli, ki ga vodita režiserja Mijazaki in Takahata, so polni namigov na japonsko tradicijo in moderno življenje.

### O "velikih očeh"
Za večino animejskih likov je pogosto rečeno, da so po videzu kavkazijci. Velike oči, zelo raznoliki lasje, visoke postave in dolgi udi ter ozki, dolgi obrazi so dokazi za to, da so imeli ustvarjalci v mislih kavkaške like. Bolj kot za kavkazijski videz likov gre pri animejih za nadrasne in nadnacionalne like, s katerimi se lahko kdorkoli identificira, ne da bi se pri tem moral zavezati drugi skupini oziroma rasi ali se odpovedati svoji. V tem pa je tudi težnja po splošnih občinstvih, torej uspehu ne le doma, temveč tudi v tujini.
Svojo razlago imajo pogosto navajane groteskno velike oči. Gre za prepričanje, da so oči ogledalo duše in kot take so v animejih res pogosto uporabljane kot pokazatelj značaja. Nedolžni, predvsem dekliški, občasno tudi deški liki, imajo velike, okrogle oči, medtem ko je za pretežno negativne like značilno, da imajo ozke in podolgovate oči.

### Animacija
Marsikateri prijem, ki je nekoč varčeval z materialom, je sčasoma postal ena od značilnosti animejev. Tako so na primer pogosti dramatični bližnji posnetki junakov, kjer je napetost v zgodbi stopnjevana s približanjem kamere na obraz junaka, ki je morda pred težko odločitvijo ali pa je pravkar dobil slabo novico, oziroma se veseli. Portret je v različne namene moč uporabiti, kadar je vzdušje ustvarjeno s pomočjo ozadja. Ta so pogosto abstraktna – težke odločitve, jezo ali celo bolečino lahko ponazarjajo temne barve, bliski, zlomljena ogledala in podobno, medtem ko lahkotno vzdušje prinašajo svetle barve, cvetje ali sonce.
Animeji nudijo svojemu občinstvu poseben svet estetike, saj gre v prvi vrsti za izjemno učinkovito vizualizacijo zgodbe. To dokazuje tudi dejstvo, da so se animeji v ZDA širili na piratskih kasetah brez podnapisov in so jih v glavnem gledali ljubitelji znanstvene fantastike, ki niso znali japonsko. Prepričljivost slike, ki jo je razvila manga, se ohranja v animejih do te mere, da govor ni nujen, kar je učinkovito dokazal tudi muzikal Interstella 5555. Animatorji imajo več načinov oživljanja svojih likov. Ti prijemi se ločijo predvsem glede na to, kakšnemu občinstvu je končni izdelek namenjen. V animejih za otroke in mladino, so najpogostejši prijem t. i. SD (»superdeformed«) liki, slikovni simboli čustev in ozadja. SD (»superdeformed« ali »chibi«) liki so pomanjšani liki, ki imajo glave skorajda v velikosti telesa, medtem ko je njihovo telo nekajkrat manjše in veliko manj natančno. Gre za ljubko – ali groteskno – deformirano obliko. Seveda je lik še vedno razpoznaven, gre samo za obliko, ki navadno doprinese h komiki in poudari točno določeno značilnost ali čustveno stanje. Ostali slikovni simboli čustev so na primer kaplje potu (sramovanje ali obup nad čim), kri iz nosu (nespodobne misli), izrazite žile na čelu ali roki lika (močna jeza), oblaček iz ust (oddih) in mnogi drugi.
Animeji imajo zelo značilno barvno podobo, ki vedno uporablja več odtenkov, s katerimi pričara svetleče in senčene površine pri animiranih likih. Ti so potem položeni prek ozadja, za katero so barve bolj naravne in umirjene in za senčenje uporabljajo prehajajoče tone. Medtem ko so liki v ospredju vedno črno obrobljeni, je ta obroba pri ozadjih pogosto izpuščena.
Pri novejših animejih ni redkost, da so manj pomembna ozadja, ki vsebujejo gibanje, dejansko narisana digitalno, medtem ko je vse ostalo še vedno narisano ročno. Seveda pa so že nekaj časa ročno narisane slike prenesene v računalnik in nato pobarvane in obdelane, toda originalne črte še vedno prihajajo izpod rok risarjev. Vseeno pride občasno tudi do bolj temeljitih izletov v računalniški svet. Leta 1999 je nastal A.li.ce, ki danes velja za prvi anime s popolno 3D vektorizacijo, 2005 pa sta izšla še dva animeja s podobnim izgledom animacije, Final Fantasy: Advent Children in Appleseed.